# Lampazos de Naranjo
Lampazos de Naranjo – miasto w Meksyku, w stanie Nuevo León. W 2008 liczyło 5 298 mieszkańców.